# Corethrella collessi
Corethrella collessi är en tvåvingeart som beskrevs av Art Borkent 2008. Corethrella collessi ingår i släktet Corethrella och familjen Corethrellidae. Inga underarter finns listade i Catalogue of Life.